# Паланкін

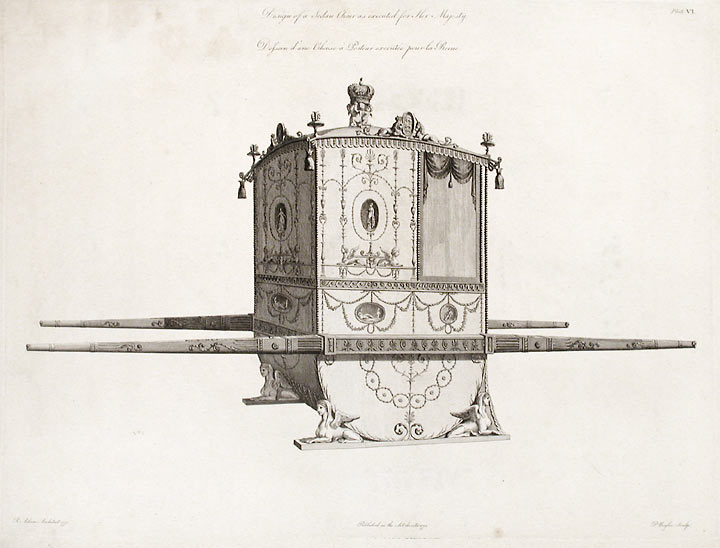
Дизайн паланкіна для королеви Шарлоти, 1775 рік

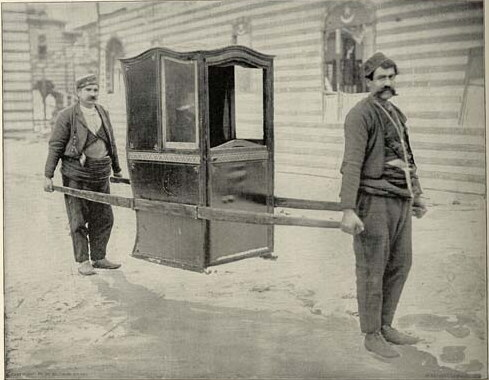
Паланкін на Всесвітній виставці 1893 р.

Паланкі́н (фр. palanquin від там. pallakku чи тел. pallaki) — ноші, крісло або кузов, (найчастіше) на двох жердинах. Засіб пересування у вигляді критого крісла або ложа, закріпленого на двох жердинах, яке переносили носильники.

## Історія
У Стародавньому Римі паланкіни відомі під назвою лектика (лат. lectica).
Вони стали дуже рідкісними з XIX століття, але таке переносне крісло використовувалося як елітна форма транспорту протягом багатьох сторіч, особливо в культурах, де жінки були ізольовані від суспільства поза їх помешканням.
У літературі в описах побуту західноєвропейського міста XVIII ст. цей тип міського транспорту називають портше́зом (від фр. porte-chaise, у самій Франції європейській паланкін називався chaise à porteurs).